# Treffieux
Treffieux település Franciaországban, Loire-Atlantique megyében. Lakosainak száma 976 fő (2022. január 1.). Treffieux Abbaretz, Issé, Jans, Nozay és Saint-Vincent-des-Landes községekkel határos.

## Népesség
A település népessége az elmúlt években az alábbi módon változott:
| Lakosok száma | 700  | 629  | 626  | 703  | 823  | 841  | 883  | 930  | 941  | 976  |
|               | 1968 | 1982 | 1990 | 2006 | 2013 | 2015 | 2017 | 2019 | 2020 | 2022 |